# Gorou Kaina (Niamey)
Gorou Kaina (auch: Gourou Kaina) ist ein Weiler im Arrondissement Niamey II der Stadt Niamey in Niger.

## Geographie
Der Weiler liegt im ländlichen Gemeindegebiet von Niamey. Eine Nachbarsiedlung ist das Dorf Gorou Keyna.
Bei Gorou Kaina verläuft ein Trockental, an dem sich Gärtnereien befinden. Das Wort gorou kommt aus der Sprache Zarma und bedeutet „Trockental“. Das Zarma-Wort kaina heißt „klein“. Der Ortsname Gorou Kaina lässt sich folglich als „kleines Trockental“ übersetzen.

## Geschichte
Der Weiler gehörte bis Anfang des 21. Jahrhunderts zu Niamey III, bis er zu Niamey II wechselte.

## Bevölkerung
Bei der Volkszählung 2012 hatte Gorou Kaina 546 Einwohner, die in 83 Haushalten lebten. Bei der Volkszählung 2001 betrug die Einwohnerzahl 869 in 134 Haushalten.